# Триродийвольфрам
Триродийвольфрам — бинарное неорганическое соединение
вольфрама и родия
с формулой Rh3W,
кристаллы.

## Получение
- Спекание стехиометрических количеств чистых веществ:

{\displaystyle {\mathsf {W+3Rh\ {\xrightarrow {2250^{o}C}}\ Rh_{3}W}}}

## Физические свойства
Триродийвольфрам образует кристаллы
гексагональной сингонии,
пространственная группа P 63/mmc,
параметры ячейки a = 0,2708 нм, c = 0,4328 нм, 
структура типа кадмийтримагния CdMg3
.
Соединение конгруэнтно плавится при температуре 2250°C
и имеет широкую область гомогенности 19÷58 ат.% вольфрама .